# Spiraea emarginata
Spiraea emarginata är en rosväxtart som beskrevs av K.M. Purohit och G. Panigrahi. Spiraea emarginata ingår i släktet spireor, och familjen rosväxter. Inga underarter finns listade i Catalogue of Life.